# Martin Blomberg
Martin Petrus Frederik Blomberg (* 11. Dezember 1888 in Östervåla; † 29. März 1966 in Winter Park (Florida)) war ein US-amerikanischer Ingenieur schwedischer Herkunft. Er wurde bekannt für die Entwicklung der Union Pacific-Triebzüge M-10000 und M-10001 und die Drehgestelle der Diesellokomotiven von EMD.
Blomberg wuchs als Sohn eines Lehrers und Pfarrers auf. Er absolvierte das Technische Institut in Örebro und ging 1910 auf die Universität Uppsala. In dieser Zeit war er sportlich sehr aktiv und für die Olympischen Spiele 1912 vorgesehen. Er wanderte jedoch im selben Jahr nach Kanada aus. Von 1912 bis 1914 arbeitete er in Trois-Rivières in einer Papierfabrik, nebenbei studierte er Technisches Zeichnen und Mechanische Konstruktion an einer Abendschule. Ab 1915 arbeitete er dann für die National Steel Car Corp. in Hamilton. Ein Jahr später befuhr er mit einem Kanu den 1.600 km langen Albany River zur Hudson Bay. 
1916 ging er in die USA und nahm in der US Army am Ersten Weltkrieg teil. Nach seiner Rückkehr heiratet er Laura Van Buskirk. Sein Sohn Richard Nelson Blomberg wurde am 21. Oktober 1924 geboren.
Von 1925 bis 1935 arbeitet Blomberg für die Pullman-Standard Car Manufacturing Company, wo er bald für die Konstruktion der Drehgestelle und Wagenkästen zuständig war. Sein Außendesign für die 1934 ausgelieferten UP-Stromlinienzüge erhielt drei Patente (US-Patent D100000, D100001 und D100002).
Am 1. September 1935 nahm er seine Tätigkeit bei der Electro-Motive Corporation (ab 1941 Electro-Motive Division von General Motors) auf. Auch hier war er von Anfang an für die Konstruktion von Wagenkästen und Drehgestellen zuständig. 1939 entwickelte er das zweiachsige Drehgestell für die neue Güterzugdiesellokomotive der Baureihe FT. Dieses Drehgestell beziehungsweise Ableitungen davon wurden in über 15.000 Lokomotiven von General Motors eingebaut.
Blomberg meldete insgesamt über 100 Patente an, davon entwickelte er 32 während seiner Zeit bei EMD. 1947 wurde er leitender Ingenieur nach dem Chefingenieur von EMD.
Am 1. Juni 1949 trat er in den Ruhestand. Er starb 1966 im Alter von 78 Jahren in seinem Altersruhesitz in Winter Park in Florida.